# Anula
La reina Anula fou una sobirana de Sri Lanka del 47 al 42 aC
Va governar inicialment associada al seu amant Siva, el cap dels porters de palau el 47 aC, durant un any i dos mesos, al final dels quals es va cansar de Siva i el va enverinar i es va ajuntar amb Vatuka, un fuster indi d'Anuradhapura, que va ser associat al govern; igualment al cap de poc mes d'un any se'n va cansar i el va enverinar i el va substituir per Darubhatika Tissa, un portador de llenya que abastia al palau; igualment fou associat al govern durant tretze mesos. En aquest període es va construir una reserva d'aigua al parc Mahamega a la capital. Tissa fou enverinat per permetre ocupar el seu lloc a l'adigar (primer ministre) Niliya (Neehya) que era de la casta braman, però aquest encara va durar menys i fou enverinat després de sis mesos. Llavors Anula va governar sola per quatre mesos mantenint la seva vida sexualment desinhibida fins que fou morta (cremada viva) per Kutakanna Tissa o Kalakannie Tissa (Makalan Tiss) segon fill de Maha Chula que havia obtingut el suport popular davant la vida que portava la reina.